# Luz Gabás

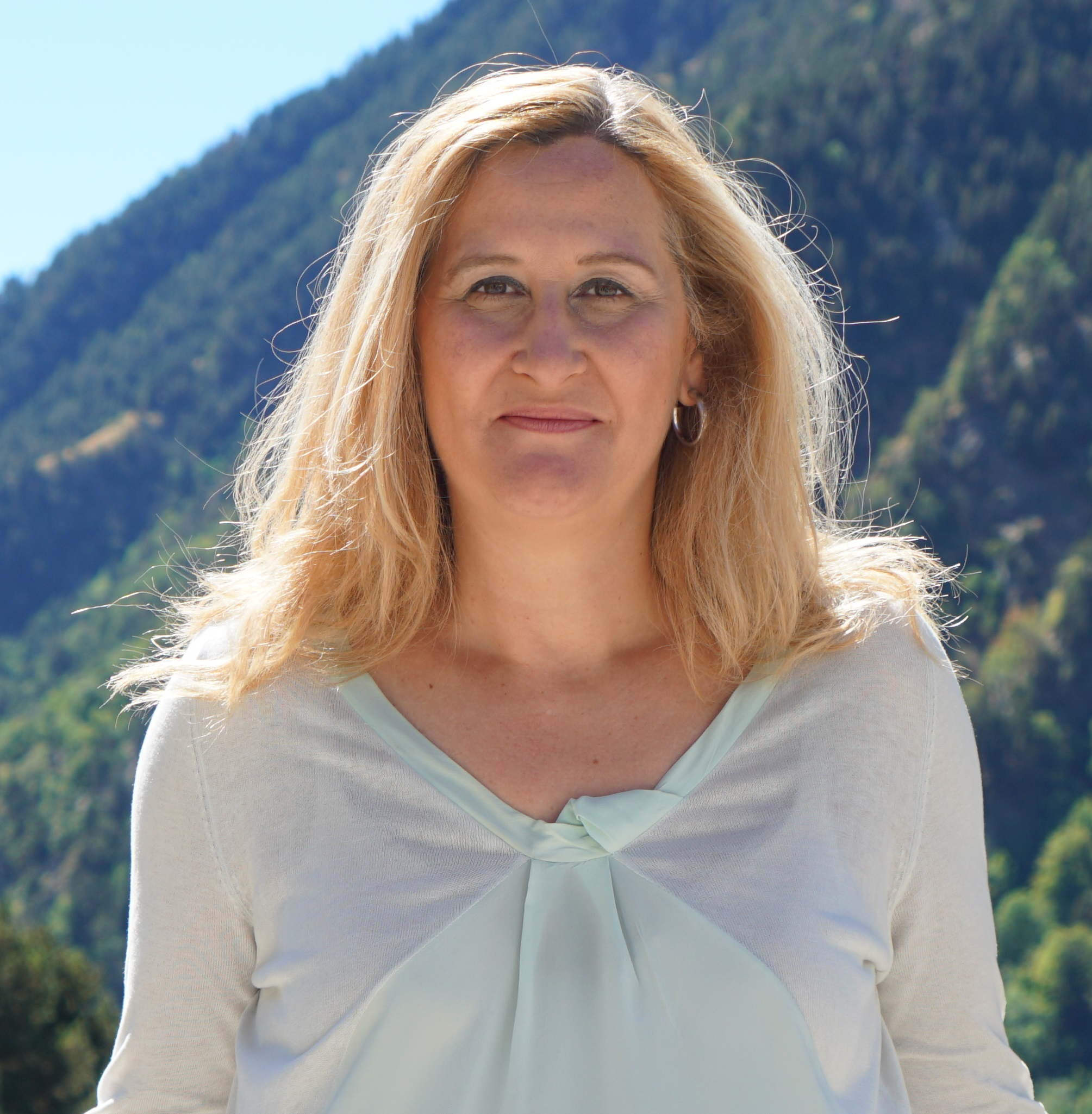
Luz Gabás (2016)

Maria Luz Gabás Ariño (* 1968 in Monzón, Spanien) ist eine spanische Anglistin und Schriftstellerin.

## Leben
Nach ihrem Schulabschluss lebte Luz Gabás für ein Jahr im kalifornischen San Luis Obispo, bevor sie ein Studium der Englischen Literatur an der Universität Saragossa aufnahm. Mit ihrem Abschluss wurde sie Dozentin an derselben Universität. 2011 bis 2015 war sie Bürgermeisterin von Benasque in der Provinz Huesca.
Mit Palmeras en la nieve debütierte Gabás 2012 als Schriftstellerin. Die Geschichte zweier Brüder, die 1953 in der spanischen Kolonie Äquatorialguinea lebten, schrieb sie im Andenken an ihren zuvor verstorbenen Vater. Die Arbeit am Roman dauerte etwa fünf Jahre und wurde schließlich ein großer Kritiker- und Publikumserfolg. Bis September 2013 verkauften sich über eine halbe Million Exemplare und der Roman wurde in mehrere Sprachen übersetzt. Der Regisseur Fernando González Molina verfilmte das Buch mit Mario Casas, Adriana Ugarte und Fernando Cayo in den Hauptrollen.

## Auszeichnungen
- 2022: Premio Planeta für Lejos de Luisiana[4]

## Werke (Auswahl)
- Palmeras en la nieve (2012)
- Regreso a tu piel (2014)
- Como fuego en el hielo (2017)
- El latido de la tierra (2019)
- Lejos de Luisiana (2022)